# Hans Kleinfeller
Hans Kleinfeller (* 23. November 1897 in Straßburg; † 4. August 1973) war ein deutscher Chemiker.

## Leben
Seine Eltern waren der Jurist Georg Kleinfeller und die Malerin Sophie Kleinfeller-Pühn. 
Hans Kleinfeller studierte von 1914 bis 1920 Chemie in Kiel. Nach der Promotion in Kiel am 21. Dezember 1921 bei Otto Diels und Habilitation 1930 ebenda war er dort von 1930 bis 1936 Privatdozent für Chemie und 1936 bis 1947 außerplanmäßiger Professor für Organische Chemie.

## Schriften (Auswahl)
- Die Azo-dicarbonyl-Gruppierung in ihrem Verhältnis zu den Aminen, insbesondere den alkylierten Naphtylaminen. Kiel 1921, OCLC 246274128.
- Neuere Anschauungen über die Arten chemischer Bindung. Kiel 1929, OCLC 252360587.
- Versuche mit Acetylen-magnesium-dibromid. Kiel 1930, OCLC 39167708.